# Tejido de oro

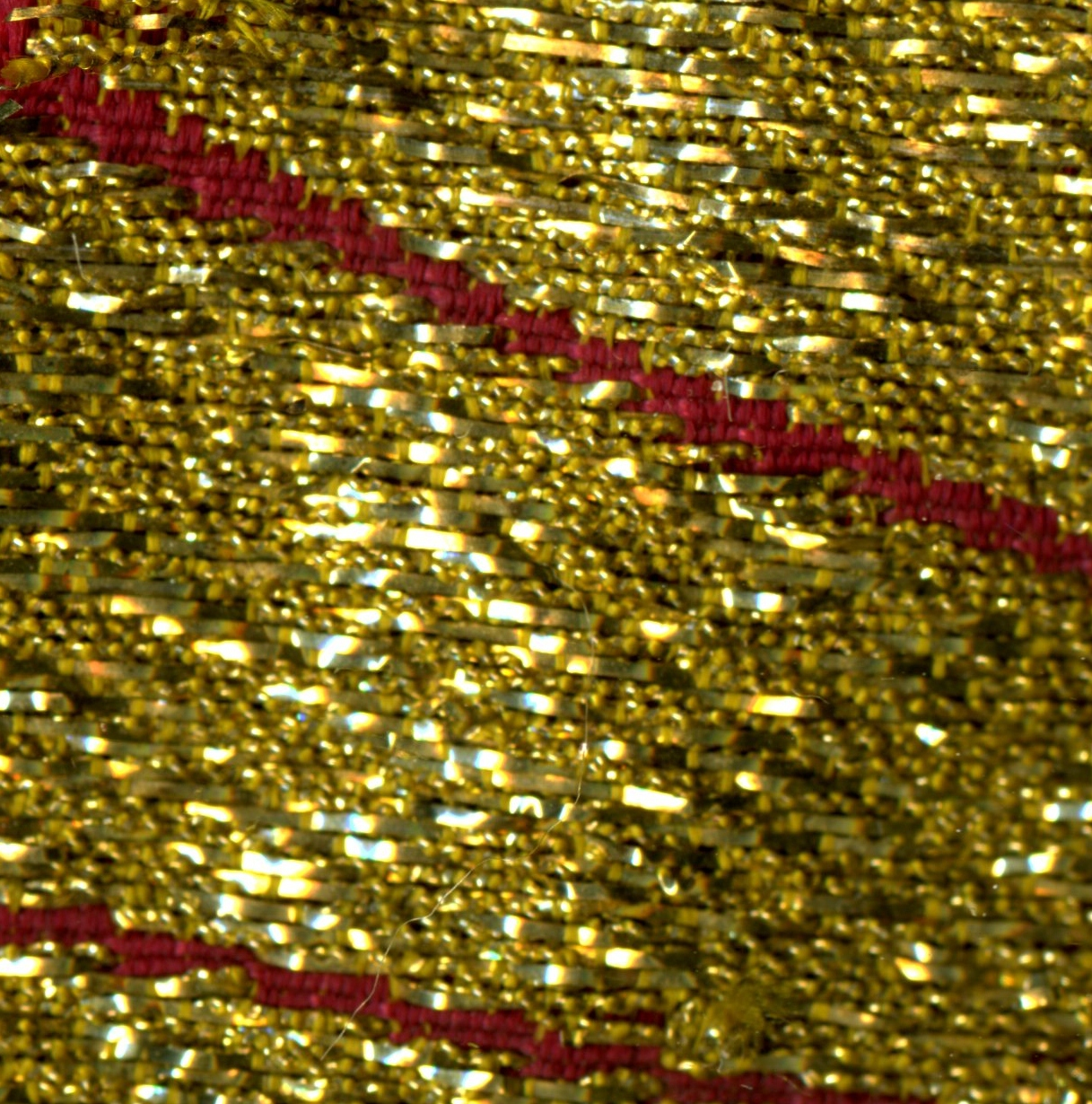
Tela tejida con hilo forrado de oro en espiral, mediante una pequeña cinta plana. El tejido incluye un cordonet rojo.

La expresión tejido de oro, ropa de oro o ropa dorada designa un tejido con urdimbre de hilo de seda y trama de hilo con contenido y aspecto de oro. Este hilo puede ser de hilo de seda e hilo de oro hilados conjuntamente, o de hilo de seda forrado con una cinta muy pequeña que lo rodea en espiral.
El hilo de seda tiene que ser de color amarillento natural o teñida de un amarillo adecuado. Hay variedades de seda que muestran un color dorado natural.
El tejido de plata, ropa de plata o ropa argentada es un caso similar al anterior. Solo hay que sustituir el metal precioso: el oro por la plata.

## Historia
Los tejidos de oro son mencionados desde tiempos muy antiguos. Pero los documentos no dan detalles sobre la fabricación, en cada caso, de aquel tipo de tejidos.
Hay referencias sobre trazas de tejidos de oro en tumbas etruscas y de su uso en la Roma clásica.
A lo largo de toda la Edad Media las referencias a los tejidos de oro y de plata son muy numerosas. Podían ser importados (generalmente de Damasco) o de fabricación "local". Su nombre en castellano era "orfrés" o "tejido orfresado", tomado del provenzal "aurfrès". En el "Libro de Apolonio" (1240), se habla de "ropa orfresada", es decir, 'tejida en oro'.
En un inventario de la ropa del rey Enrique IV de Inglaterra  se mencionan varios tejidos de oro con el precio correspondiente.

## Telas bordadas con hilo de oro
Las telas bordadas con hilo de oro no se consideran verdaderos tejidos de oro, a pesar de que los suyo aspecto pueda ser pareciendo al de los verdaderos tejidos de oro. Algunos de los testigos antiguos que hablan de tejidos de oro podrían no ser tan precisos.
Los artesanos que fabricaban hilo de oro se denominaban hiladores de oro.

## Documentos
Diversos documentos históricos hacen mención o tratan sobre telas de oro.
- 1349-1375. Reina Elionor de Sicilia. “Trapo de oro de España” y “tejido de oro de Damàs” mencionados.[6]
- 1373. Para la boda de Joan el Cazador  y Mata  de Armanyac  se compraron numerosos tejidos de oro.[7]
- 1414. Telas de oro en los funerales de Arquimbald de Foix.[8]
- 1447. Barcelona. Telas de oro en ceremonias funerarias.[9]
- 1549. Edicto del rey Francisco I de Francia  sobre los tejidos de oro, de plata y de seda.[10]
- 1669. Tejedores de tejidos de oro y de plata de Lyon.[11]

## Imágenes

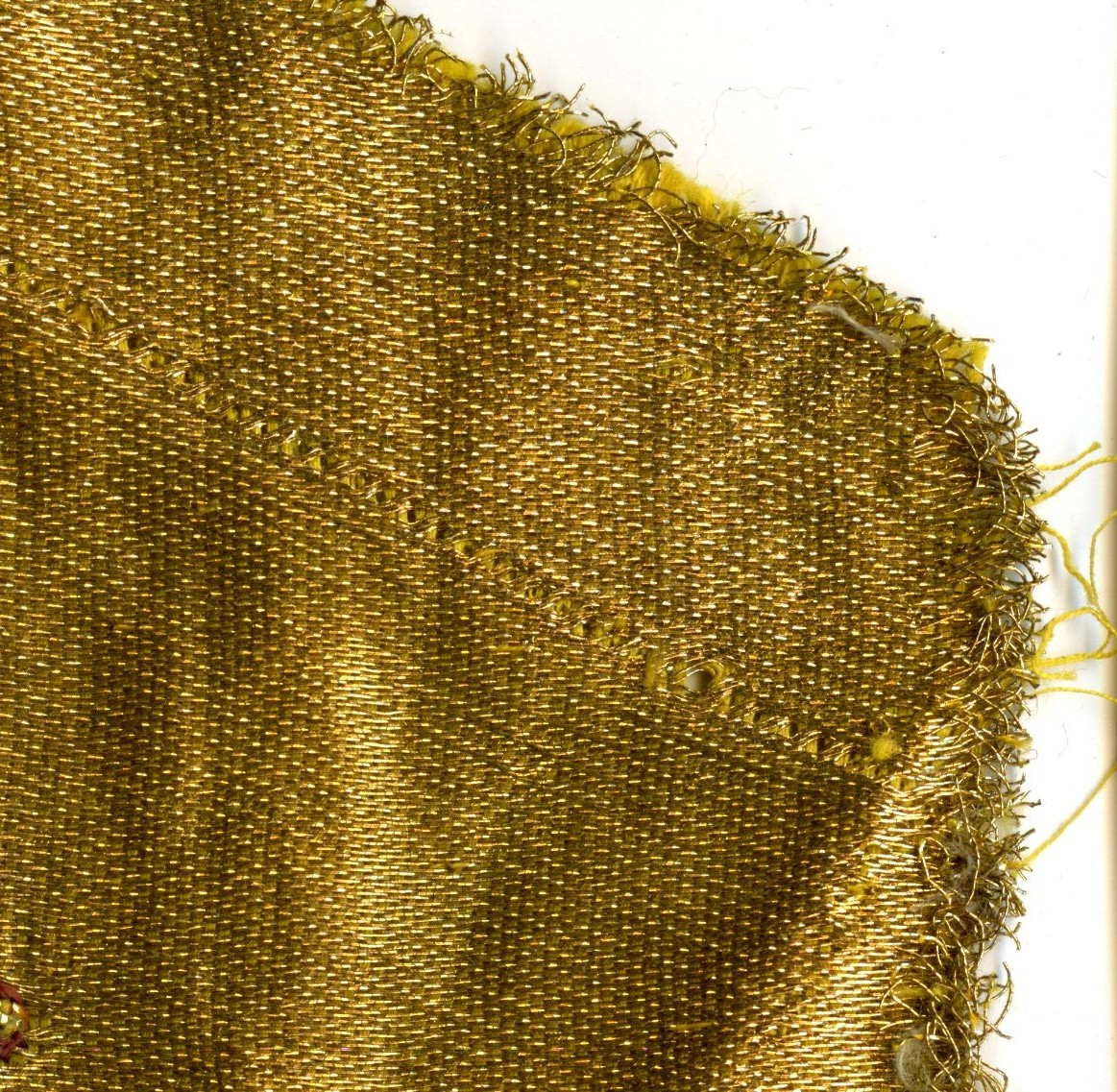
Tela de raso de oro, frente
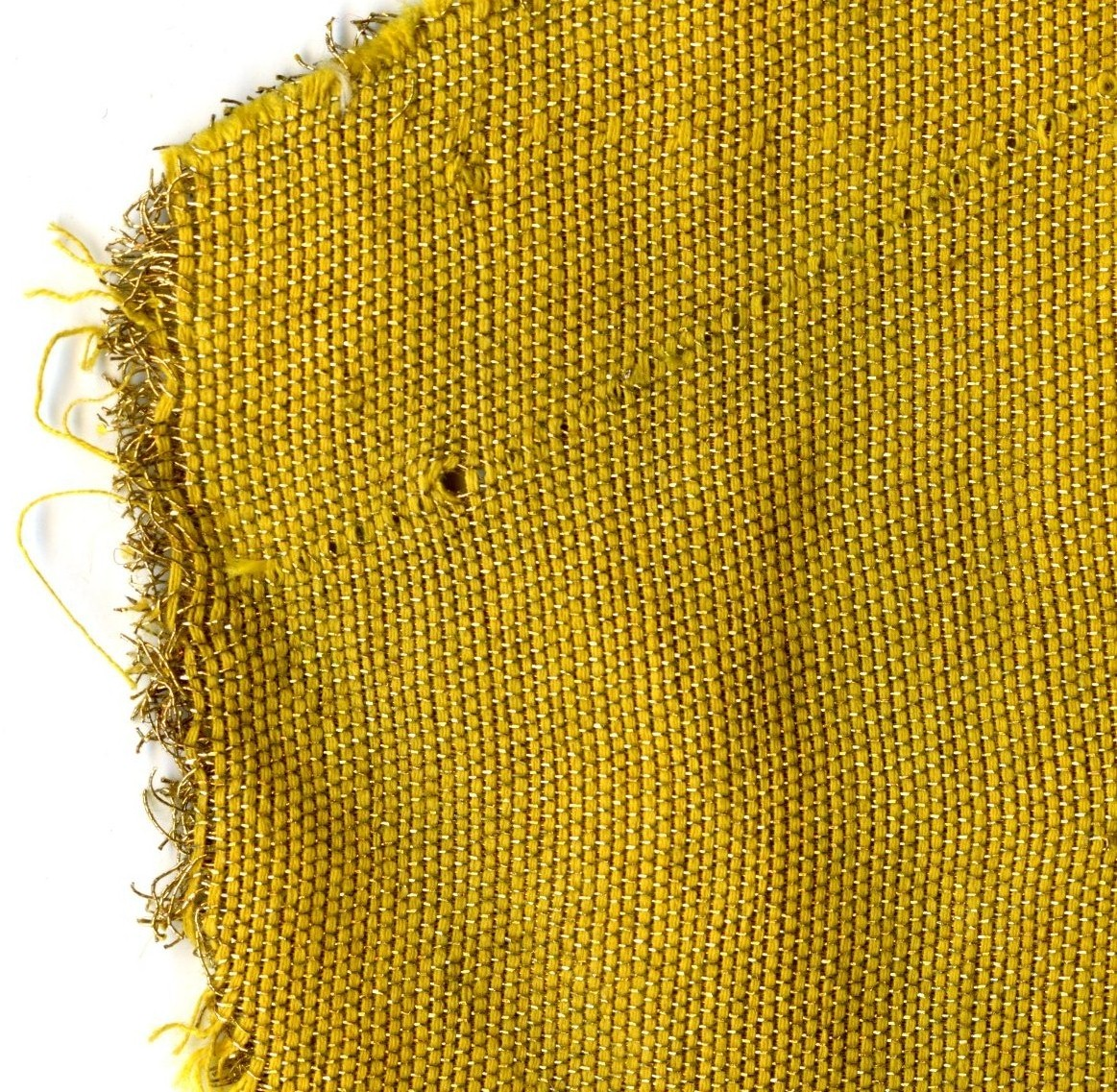
Tela de raso de oro, reverso
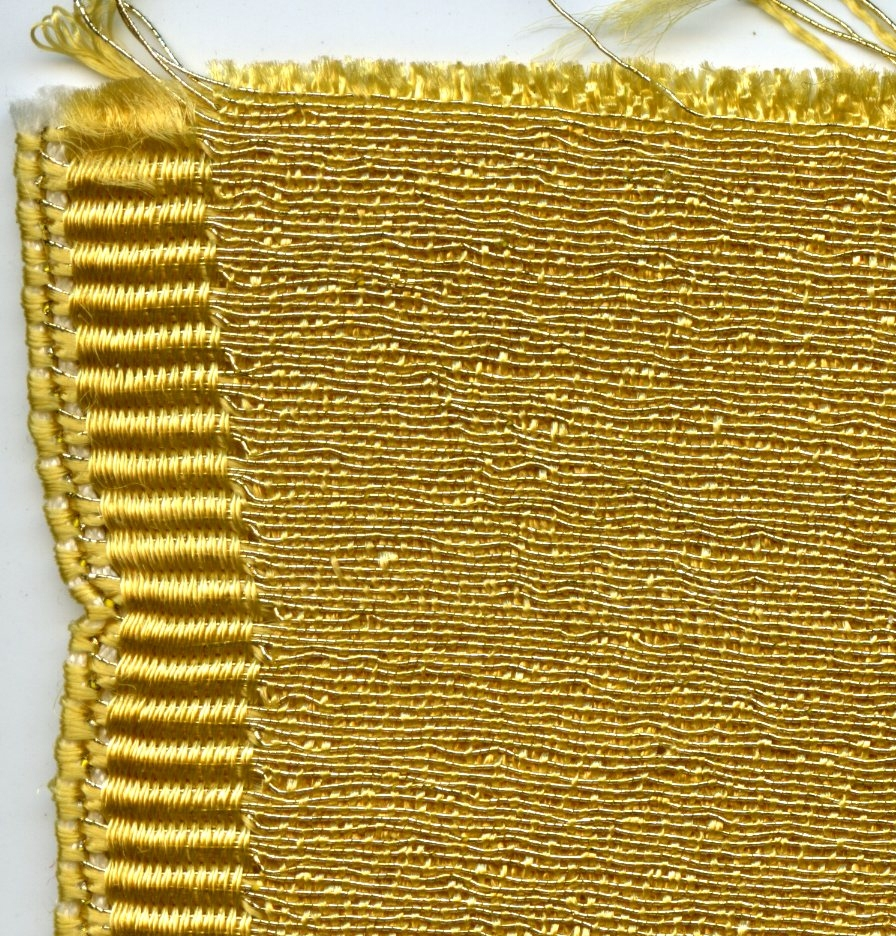
Tela con tejido sarga de oro, frente
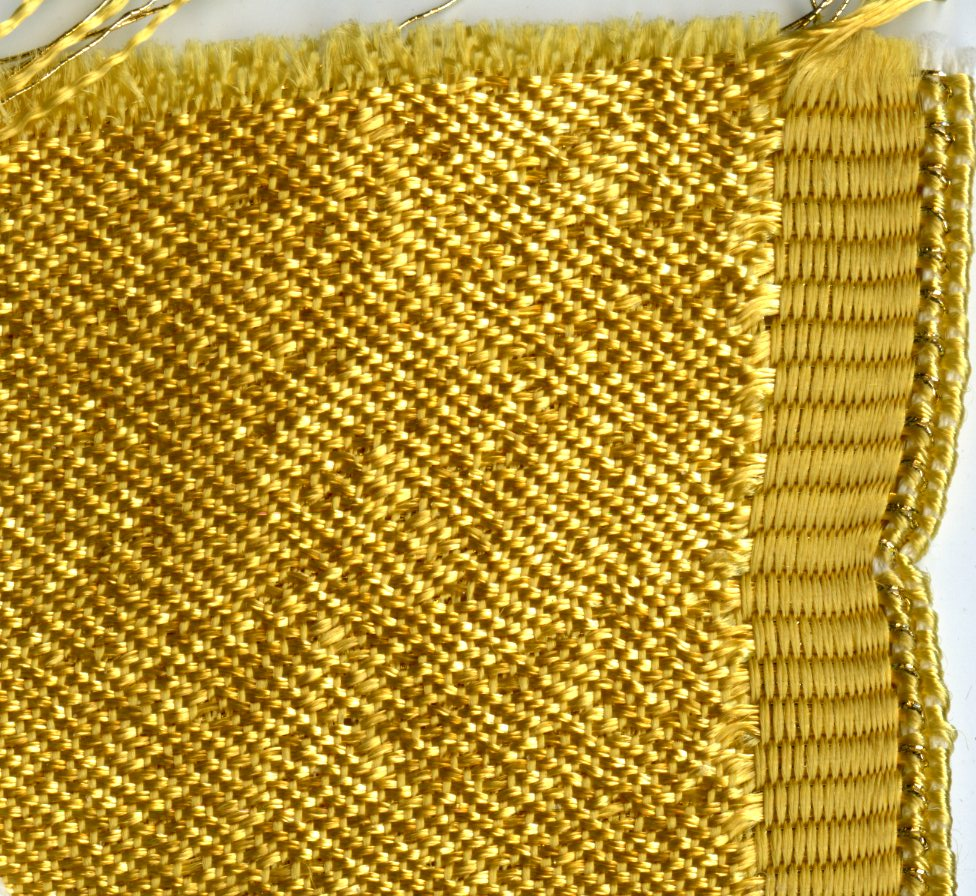
Tela con tejido sarga de oro, reverso